# Макаров Петро Георгійович
Петро́ Гео́ргійович Мака́ров (20 жовтня 1918 — 25 листопада 1996) — радянський військовик, у роки Другої світової війни — повітряний стрілець-радист 511-го окремого розвідувального Ясського авіаційного полку (5-а повітряна армія, 2-й Український фронт), старший сержант. Повний кавалер ордена Слави.

## Життєпис
Народився в селі Ташла Самарської губернії РРФСР (нині — Ставропольський район Самарської області Росії) в родині робітника. Росіянин. Здобув неповну середню освіту. Працював сортувальником залізничного поштового відділення у місті Куйбишеві (нині — Самара).
До лав РСЧА призваний у 1939 році Молотовським РВК Куйбишевської області. Закінчив школу молодших авіаційних спеціалістів, оволодів радіосправою. Військову службу проходив у бомбардувальній авіації.
У боях німецько-радянської війни з жовтня по грудень 1941 року на Західному фронті та з червня 1943 року — на Степовому та 2-му Українському фронтах.
З січня 1943 року і до кінця війни — повітряний стрілець-радист 511-го окремого розвідувального авіаційного полку 5-ї повітряної армії. Брав участь у Курській битві, Білгородсько-Харківській і Полтавсько-Кременчуцькій операціях, битві за Дніпро, Нижньодніпровській, Умансько-Ботошанській, Яссько-Кишинівській, Бухарестсько-Арадській і Будапештській наступальних операціях.
Всього за роки війни здійснив 78 успішних бойових вильотів на ближню розвідку військ і тилів супротивника на літакові Пе-2.
Демобілізований 1946 року у військовому званні старшина. Брав участь у розробці нафтових промислів Куйбишевської області, у освоєнні цілинних земель Казахстану. Член ВКП(б) з 1950 року. Наприкінці своєї трудової діяльності працював теслею на деревообробному комбінаті.
З 1978 року — на пенсії. Мешкав у місті Жигульовську Самарської області, де й помер 25 листопада 1996 року.

## Нагороди
Нагороджений орденами Вітчизняної війни 1-го ступеня (11.03.1985), Червоної Зірки (18.11.1943), Слави 1-го (15.05.1946), 2-го (28.08.1944) та 3-го (05.06.1944) ступенів, медалями.